# Iglesia de Lippe
La Iglesia de Lippe (en alemán, Lippische Landeskirche) es una iglesia reformada (calvinista) miembro de la Iglesia Evangélica en Alemania que cubre lo que solía ser el Principado de Lippe.
La sede de la administración de esta iglesia se encuentra Detmold. El lugar de predicación del líder espiritual ("Landessuperintendent") de la Iglesia de Lippe es la Iglesia del Redentor (en alemán, Erlöserkirche) en Detmold. La Iglesia de Lippe comprende 69 congregaciones y 156 025 miembros. La Iglesia de Lippe está mayoritariamente reformada con una minoría luterana (cerca de 30 000 miembros), el 80% de los miembros pertenecen a una de las 59 parroquias reformadas.

## Credos y membresías
Sus Credos oficiales son el Credo de Atanasio, el Credo de Nicea, el Credo de los Apóstoles, la Confesión de Belhar, el Catecismo de Heidelberg, la Declaración de Barmen junto con el Pequeño Catecismo de Lutero. La denominación es miembro de la Comunión Mundial de Iglesias Reformadas, de la Unión de Iglesias Evangélicas y de la Iglesia evangélica en Alemania, también la Alianza Reformada. El clasis luterano, que comprende las parroquias luteranas dentro de la iglesia de Lippe, es miembro de la Federación Luterana Mundial.

## Historia
El culto luterano comenzó en Lemgo en 1522 y en 1533 todo el condado de Lippe adoptó el luteranismo. Su soberano, el conde Simón V de Lippe, férreo defensor del catolicismo, se opuso a la Reforma hasta su muerte en 1536. En cambio, su hijo y sucesor Bernardo VIII de Lippe, trató especialmente de fortalecer la fe luterana en su condado. En 1538 la Dieta de Lippe adoptó una Orden de la Iglesia (constitución), que fue adaptada en 1571. El conde Simón VI de Lippe (hijo y sucesor de Bernardo VIII), adoptó la Fe Reformada en 1605 y promovió su difusión dentro de su condado, utilizando su privilegio monárquico de cuius regio, eius religio. Simón VI prevaleció con su fe reemplazando principalmente a la fe luterana previamente dominante. Esto llevó a una disputa con muchos de sus súbditos. Una minoría de estos súbditos, principalmente en la Ciudad Libre y Hanseática de Lemgo, siguió siendo luterana y desafió el edicto de convertirse al calvinismo, lo que llevó a la revuelta de Lemgo. Esta disputa religiosa fue resuelta por la Paz de Röhrentrup en 1617, otorgando a la ciudad de Lemgo el derecho de determinar su fe independientemente de los conteos gobernantes. La Iglesia de Lippe era la iglesia estatal del condado y Principado de Lippe (elevado en 1789) hasta el final de la monarquía en 1918.
En 1854 se permitió la fundación de parroquias católicas en Lippe y los cristianos reformados, luteranos y católicos recibieron los mismos derechos. En 1877, la separación de la iglesia y el estado comenzó con el establecimiento de organismos de toda la iglesia independientes del gobierno del estado de Lippe, como el sínodo. En 1882 los delegados de las parroquias luteranas se unieron al sínodo, las parroquias luteranas forman dentro de la Iglesia de Lippe su propio clasis desde 1888. Como líder espiritual, el clasis luterano está dirigido por un superintendente. Las parroquias reformadas se organizan en seis clasis. Después de que el príncipe Leopoldo IV de Lippe había abdicó el 12 de noviembre de 1918, se suprimió cargo de gobernador supremo (summepiscopacy; cf. Gobernador Supremo de la Iglesia de Inglaterra) de la iglesia de Lippe. El sínodo (parlamento eclesiástico) obtuvo entonces plena independencia.
Durante el período nazi, la iglesia aceptó en su ministerio a muchos pastores perseguidos por el gobierno.

## Prácticas
Se permitió la ordenación de mujeres y la bendición de matrimonios entre personas del mismo sexo.

## Ámbito
La Iglesia de Lippe comprende 69 parroquias dentro del territorio del antiguo Estado Libre de Lippe, la república establecida después del fin de la monarquía de Lippe, en sus fronteras de entonces.